# Jaipur (gioco)
Jaipur è un gioco da tavolo in stile tedesco per due giocatori di Sébastien Pauchon pubblicato nel 2009 da GameWorks. Scopo del gioco è vendere diversi tipi di merce al fine di guadagnare monete e risultare così il mercante più ricco alla fine del round, quando si verrà ricompensati con un Sigillo d'Eccellenza. Il primo giocatore che ottiene due Sigilli d'Eccellenza vince la partita.

## Descrizione

### Contenuto
- 55 Carte Merce e Cammello;
- 38 Gettoni Merce;
- 18 Gettoni Bonus;
- 1 Gettone Cammello;
- 3 Sigilli d'Eccellenza.

### Svolgimento
Ogni partita è composta da più round. All'inizio di ogni round vengono posizionati scoperti 3 cammelli sul tavolo cui si aggiungono due ulteriori carte pescate dal tallone. Ogni giocatore riceve 5 carte: se si ricevono cammelli questi vanno posizionati scoperti davanti a sé a formare il recinto.
A turno è possibile prendere le merci (pelli, spezie, seta, argento, oro e rubini) o i cammelli disponibili al mercato oppure vendere i beni di cui si è già in possesso. Nel primo caso è possibile acquisire nuove carte attraverso una sola delle 3 seguenti opzioni:
- barattare 2 o più merci del mercato con le carte della propria mano e/o del proprio recinto in rapporto 1:1;
- raccogliere 1 sola merce e ristabilire il numero di 5 carte sul tavolo pescando dal tallone;
- prendere tutti i cammelli presenti al mercato e posizionarli nel proprio recinto.

Per vendere si possono scartare 1 o più carte dello stesso tipo di merce (fanno eccezione le merci più preziose argento, oro e rubini per le quali è necessario scartare almeno 2 carte) e raccogliere un numero equivalente dei corrispondenti gettoni merce: se si scartano 3 o più carte si guadagna inoltre un gettone bonus da 3, 4 o 5 carte vendute dal valore sconosciuto che verrà rivelato solo alla fine del round.
Il round termina quando 3 tipi di Gettoni Merce sono finiti oppure quando il tallone si è esaurito. Si contano quindi le monete raccolte e si assegna il Gettone Cammello da 5 monete a chi ha più cammelli nel proprio recinto. Il più ricco riceve il Sigillo d'Eccellenza; se nessun giocatore ha guadagnato due sigilli si passa ad un ulteriore round. Vince la partita il giocatore che riceve il suo secondo Sigillo d'Eccellenza.

## Premi e riconoscimenti
- 2010
  - Premio À la Carte: gioco di carte dell'anno;
  - Spiel des Jahres; Gioco raccomandato;
  - Finalista dell'International Gamers Award nella categoria 2 giocatori;
- 2014
  - Juego del Año: vincitore;